# مارك راولي
مارك راولي (بالإنجليزية: Mark Rawle)‏ هو لاعب كرة قدم بريطاني في مركز الهجوم، ولد في 27 أبريل 1979 في ليستر في المملكة المتحدة. لعب مع أكسفورد يونايتد وإبسفليت يونايتد وروشدين ودايموندز وكيدرمينستر هاريرز ونادي بوسطن يونايتد ونادي تاموورث ونادي ساوثيند يونايتد ونادي كيترينغ تاون ونادي وكينغ.

## وصلات خارجية
- مارك راولي على موقع قاعدة بيانات كرة القدم.إي يو (الإنجليزية)
- مارك راولي على موقع Soccerbase.com (لاعب) (الإنجليزية)